# اختلال اضطراب فراگیر
اختلال اضطراب فراگیر یا اختلال اضطراب منتشر (به انگلیسی: Generalized anxiety disorder) (و یا به اختصار GAD)، نوعی اختلال اضطرابی است که به‌صورت نگرانی بیش از اندازه و نامعقول در مورد اتفاقات و فعالیت‌های روزمره تعریف می‌شود. اختلال اضطراب منتشر برخلاف حمله پانیک سیر مزمن‌تری دارد و می‌تواند برای ماه‌ها در فرد وجود داشته باشد.
اضطراب بیش از حد بدون هیچ دلیل مشخص، علامت اصلی اضطراب فراگیر است. در این اختلال شخص به‌طور اغراق‌آمیزی در مورد اتفاقات روزمره نگران است. افراد مبتلا،  دائماً منتظر یک فاجعه هستند و نمی‌توانند نگرانی خود را در مورد امور مختلف مثل سلامتی، پول، خانواده، شغل و تحصیل کنترل کنند. ترس، نگرانی و وحشت، جزئی از حالت روزمره افراد مبتلا است. در این افراد اضطراب چنان برتفکر آن‌ها مسلط شده، که در انجام کارهای روزمره و روابط اجتماعی دچار مشکل هستند. گاهی ممکن است با فکر کردن به کارهای روزانه دچار اضطراب شویم و این کاملاً طبیعی است. اما فرد مبتلا به GAD، توانایی کنترل نگرانی و اضطرابش را ندارد. او احساس می‌کند که کنترل همه چیز از دستش خارج شده‌است.
بهترین درمان برای این بیماران ترکیبی از روان‌درمانی و دارودرمانی در کنار اقدامات حمایتی است. بهترین درمان دارویی به عنوان درمان خط اول در این بیماران  داروهای مهارکننده اختصاصی بازجذب سروتونین (Selective Serotonin Reuptake Inhibitors SSRIs) هستند. در این دسته دارویی، داروهای مناسب برای درمان این اختلال، اس‌سیتالوپرام (escitalopram) و پاروکستین (paroxetine) هستند. کارایی این داروها حدود ۸۰٪ است. داروهای خط دوم درمانی عبارت‌اند از: داروهای مهارکننده بازجذب نوراپی‌نفرین و سروتونین (Serotonin–Norepinephrine Reuptake Inhibitors SNRIs) با کارایی حدود ۴۰٪ و پره‌گابالین (pregabalin) با کارایی حدود ۳۵٪. داروهای ضد افسردگی سه‌حلقه‌ای مثل ایمی‌پرامین، نورتریپتیلین، کلومیپرامین و امی‌تریپتیلین به دلیل عوارض بالاتر و احتمال کشندگی در دوزهای بالا، به عنوان خط اول درمانی کاربردی ندارند.

## علائم عمومی اختلال اضطراب فراگیر
نشانه‌های اختلال اضطراب فراگیر متنوع و متفاوت است. اما مهم‌ترین نشانه این اختلال، نگرانی مفرط در طول روز بدون هیچ دلیل خاصی است. افراد مبتلا به اختلال اضطراب فراگیر به‌طور غیرقابل کنترلی دربارهٔ وقایع و شرایط روزانه و معمول نگران هستند. شخص چندین بار در روز به‌صورت غیرقابل کنترل در مورد مسائل مختلف نگران می‌شود. او خوب می‌داند که دلیلی برای نگرانی وجود ندارد ولی بازهم توانایی کنترل خود را ندارد. اغلب افراد مبتلا به این اختلال تلاش زیادی برای آرام کردن ذهن‌شان و استراحت دادن به آن می‌کنند. گاهی شخص مبتلا توانایی بیان دلیل نگرانی خود را ندارد (چون خودش هم دلیل این نگرانی را نمی‌داند). آن‌ها ممکن است احساس کنند که می‌خواهد اتفاق بدی رخ دهد یا بگویند که نمی‌توانند خودشان را آرام کنند. این نگرانی زیاد از حد و غیرواقعی، ترسناک است و در روابط و فعالیت‌های روزمره اختلال ایجاد می‌کند.

## همه‌گیرشناسی
شیوع اختلالات اضطرابی به‌طور کلی در زنان دو برابر مردان است.
شیوع ۱۲ ماهه اختلال اضطراب منتشر در نوجوانان و بالغان جامعه عمومی آمریکا به ترتیب ۰/۹ درصد و ۲/۹ درصد و شیوع ۱۲ ماهه آن در سایر کشورها ۰/۴ درصد تا ۳/۶ درصد است. خطر ابتلای طول عمر بیماری ۰/۹ درصد برآورد شده‌است. شیوع این تشخیص در اواسط عمر به حداکثر خود می‌رسد و در سال‌های بعدی عمر به تدریج کاهش می‌یابد.
افرادی که از تبار اروپایی هستند نسبت به کسانی که از تبارهای دیگر هستند بیشتر دچار اضطراب منتشر می‌شوند (مثلاً آسیایی، آفریقایی، بومی‌های آمریکایی و جزایر اقیانوس آرام). به علاوه ساکنان کشورهای پیشرفته بیشتر از مردم کشورهای توسعه نیافته ممکن است در طول عمر خود از علایمی که ملاک‌های تشخیصی اختلال اضطراب منتشر را برآورده می‌سازند شکایت کنند.
میانگین سنی بروز این اختلال ۳۰ سالگی است با این وجود آن بسیار متفاوت است. در مجموع سن متوسط شروع اختلال دیرتر از سایر اختلالات اضطرابی است. اضطراب و نگرانی بیش از حد از همان اوایل زندگی مشاهده می‌شود و به صورت مزاج مضطرب تظاهر می‌کند. این اختلال به ندرت قبل از بلوغ آغاز می‌شود. علایم بیماری تقریباً در تمام عمر به صورت مزمن همراه با فراز و نشیب‌هایی ادامه دارد و بین اشکال سندرمی و تحت سندرمی نوسان می‌کند. فروکش کامل به ندرت رخ می‌دهد.
تظاهر بالینی اختلال اضطراب منتشر تقریباً در تمام عمر یکسان است. تفاوت اصلی که در رده‌های مختلف بین بیماران دیده می‌شود مربوط به محتوای نگرانی فرد است. کودکان و نوجوانان معمولاً بیشتر راجع به مدرسه و امور ورزشی نگران هستند درحالی‌که سالمندان بیشتر دغدغه سلامتی خانواده و سلامت جسمی خودشان را دارند؛ بنابراین به نظر می‌رسد محتوای نگرانی‌های فرد متناسب با سن وی باشد. شدت علایم در بالغان جوان تر بیشتر از بالغان مسن تر است.

## دلایل ایجاد اختلال اضطراب فراگیر
به‌طور قطع نمی‌توان گفت که علت ابتلا به اختلال اضطراب فراگیر چیست. اما به‌نظر می‌رسد که ژنتیک، ساختار مغز و محیط در ایجاد و پیشرفت این اختلال نقش دارند. آمارها نشان می‌دهد که GAD حدود ۳۰ سالگی شروع می‌شود. اما یک نکته را نباید فراموش کرد؛ اکثر کسانی که در آن‌ها اختلال اضطراب عمومی تشخیص داده می‌شود، سال‌هاست که با این علائم درگیر هستند. علائم اختلال اضطراب فراگیر به تدریج شروع می‌شود و بیشترین خطر را بین دوره کودکی تا میانسالی دارد.

### ژنتیک
برخی تحقیقات نشان می‌دهد که سابقه خانوادگی در احتمال ابتلا به GAD نقش دارند؛ یعنی اضطراب می‌تواند در خانواده منتقل شود؛ یا به بیان ساده‌تر فرزندان می‌توانند اضطراب را از والدین‌شان به ارث ببرند. البته تا کنون هیچ ژن اضطرابی شناسایی نشده‌است و ممکن است این تمایل به اضطراب از طریق سبک زندگی و یادگیری محیطی منتقل شود.

### ساختار مغز
سیستم لمبیک، مجموعه‌ای از ساختار مغز است که در تنظیم واکنش‌های عاطفی نقش دارد. آمیگدالا بخشی از سیستم عصبی لمبیک است که در ترس خودکار و ترکیب حافظه و هیجانات نقش دارد. آمیگدالا یک مهره مهم در توانایی تشخیص ترس و احساس ترس در افراد محسوب می‌شود. تصویربرداری از مغز افراد مبتلا به GAD نشان دهنده افزایش فعالیت آمیگدالا در هنگام پردازش هیجانات منفی است. محققان معتقدند که همین افزایش فعالیت آمیگدالا است که باعث تفسیر نادرست افراد از اتفاقات و رفتارهای مختلف می‌شود.
به‌طور کلی افراد مبتلا به GAD برداشت نادرستی از اتفاق‌ها و تعامل‌های اجتماعی دارند. آن‌ها ممکن است اتفاق یا رفتاری را تهدیدکننده یا توهین‌آمیز تلقی کنند، درحالی‌که اصلاً اینگونه نیست.

### عوامل محیطی
اگرچه عوامل ژنتیکی و بیولوژیکی در ایجاد GAD نقش دارند، اما این تمام ماجرا نیست. عوامل پیچیده روانشناختی، محیطی و اجتماعی اصلی‌ترین نقش را در ایجاد اختلال اضطراب عمومی ایفا می‌کنند. محققان سلامت روان دریافته‌اند که آسیب‌های روحی در دوران کودکی می‌تواند خطر ابتلا به GAD را افزایش دهد. تجارب آسیب‌زایی مثل آزار جسمی و روحی، بی‌توجهی والدین، مرگ یکی از عزیزان، طرد شدن به‌وسیله والدین، طلاق و انزوا از موثرترین عوامل در ایجاد اختلال اضطراب فراگیر هستند. وقتی شخصی در دوره کودکی شرایط سختی را تجربه می‌کند که باعث عدم اطمینان به دنیا، تحقیر، ترس و بی‌اعتمادی نسبت به دیگران می‌شود، طبیعی است که در بزرگسالی در مواجه با موقعیت‌های مختلف (هرچند عادی) دچار اضطراب و نگرانی شود.

## تشخیص
معیارهای تشخیصی اختلال اضطراب فراگیر، در راهنمای تشخیصی و آماری اختلال‌های روانی توسط انجمن روان‌پزشکی آمریکا منتشر شده‌است.
اگر علائم GAD را دارید، پزشک با پرسیدن سوالاتی در مورد سابقه پزشکی و روان‌پزشکی شما، ارزیابی اختلال اضطراب فراگیر را شروع می‌کند. تعدادی از بیماری‌های جسمی وجود دارند که علائم آن‌ها شبیه به اختلال اضطراب فراگیر است. تست‌های آزمایشگاهی اختلالات اضطرابی را تشخیص نمی‌دهند اما به متخصص کمک می‌کنند تا بیماری‌های جسمی که باعث بروز علائم می‌شوند را شناسایی کند. شدت و مدت علائم موجود در تشخیص GAD تأثیر به‌سزایی دارند. برای تشخیص این اختلال ممکن است لازم باشد برخی آزمایش‌های پزشکی را نیز انجام دهید. بیماری‌های ماننده رفلکس معده، اختلال عملکرد تیروئید و بیماری‌های قلبی می‌توانند عامل ایجاد تعدادی از علائم اختلال اضطراب فراگیر باشند.